# Tegwalljong-mjon
Městys Tegwalljong (대관령면 – Tägwalljŏng mjŏn) leží v okrese Pchjongčchang v Jižní Koreji. Rozloha jeho území je zhruba 221 čtverečních kilometrů a k roku 2008 měl přes šest tisíc obyvatel.

## Poloha
Tegwalljong leží v okrese Pchjongčchang v provincii Kangwon na severovýchodě státu. Leží několik kilometrů západně od průsmyku Tegwalljong, přes který překonává hřeben Tchebeku železniční trať i silnice.

## Dějiny
Do roku 2007 se Tegwalljong nazýval Toam (도암면 – Toam mjŏn). Nové jméno je odvozeno od stejnojmenného průsmyku.

## Sport
V rámci Jižní Korey je Tegwalljong významným střediskem zimních sportů. Na jeho území leží hned několik areálů zimních olympijských her v roce 2018, především lyžařské středisko Jongpchjong, lyžařské středisko Alpensia a Olympijský stadion Pchjongčchang.